# كوين بيترز
كوين بيترز هو كاتب ومؤلف وشاعر بلجيكي، ولد في 9 مارس 1959 في تورنهاوت في بلجيكا.

## وصلات خارجية
- كوين بيترز على موقع ميوزك برينز (الإنجليزية)